# Dětská skupina

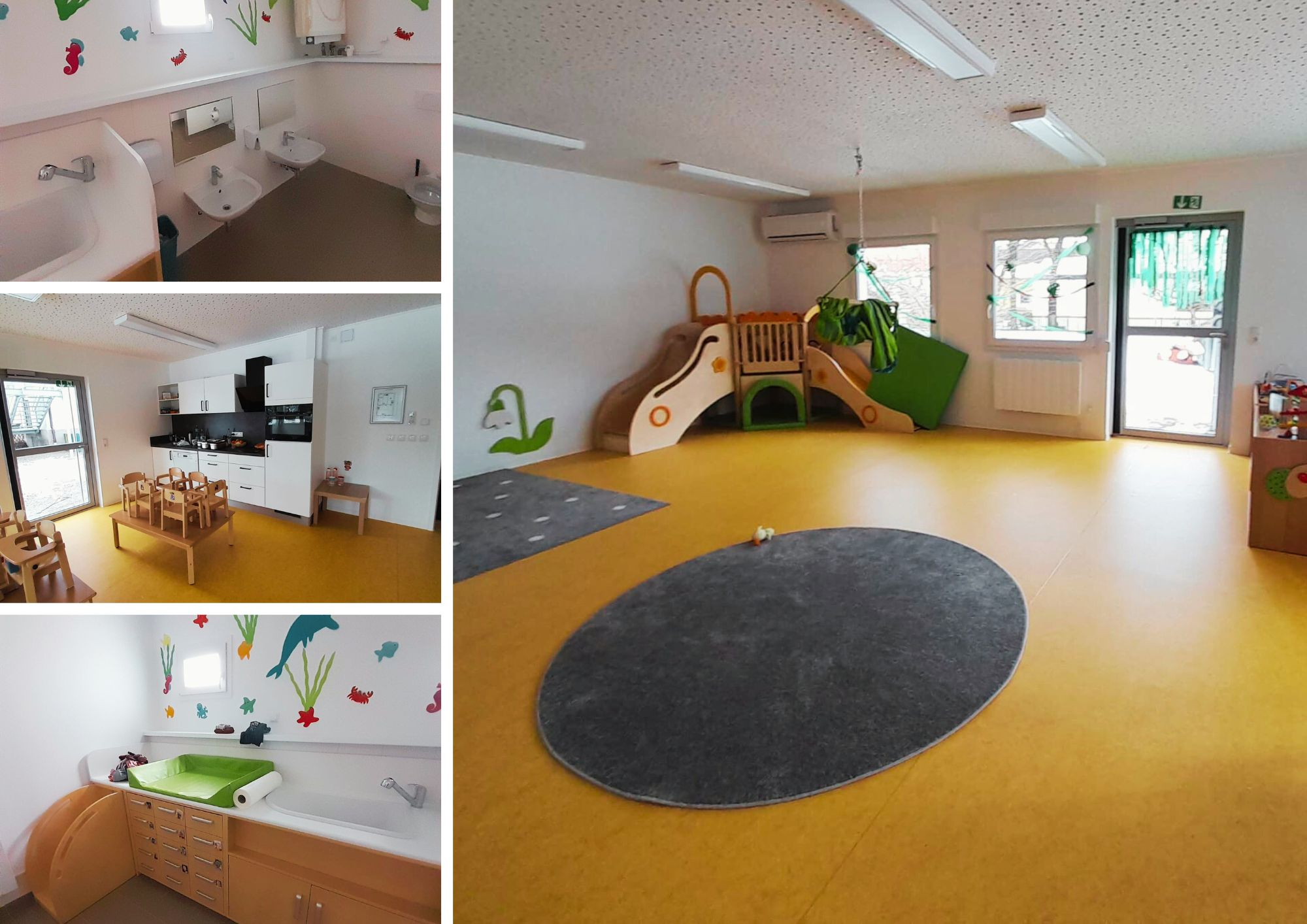
Prostory pro dětskou skupinu z obytných buněk (modulová stavba z kontejnerů) [https://cubecont.cz/

Dětská skupina je formální název a vymezení pro specifickou formu péče o děti ve věku od 6 měsíců do zahájení povinné školní docházky. Rozsahem pokrývá jak období jeslí, tak mateřské školy. Je hybridním instrumentem sociální a vzdělávací politiky.
Jedná se o oblast péče, která je alternativním řešením k oficiálním zařízením preprimárního vzdělávání, neflexibilním mateřským školám. Přestože je jejich činnost podobná, dětská skupina jako specifická oblast péče není svázána tolika normami a směrnicemi jako mateřské školy.

## Definice
Služba hlídání a péče o dítě v dětské skupině spočívá v pravidelné péči o dítě ve věku od šesti měsíců do předškolního věku dítěte, v kolektivu dětí. Služba nezajišťuje vzdělávání dítěte, ale dítěti se poskytuje výchovná péče zaměřená na rozvoj jeho schopností a kulturních a hygienických návyků přiměřených jeho věku v souladu s konceptem výchovy a péče o dítě. Maximální počet dětí v dětské skupině je 24, přičemž počet pečovatelů je 1 – 2, další navýšení pečovatelů se odvíjí od počtu dětí ve věku do 2 let navštěvujících skupinu.

## Legislativní rámec
Dětská skupina jako forma preprimárního vzdělávání je ukotvena zákonem číslo č. 247/2014 Sb. ze dne 29. listopadu 2014. Zákon stanovuje specifické podmínky provozu služby, včetně stanovení parametrů prostor, kompetencí schopností personálu atd.

## Historie
- Byla vydána podoba návrhu zákona o dětských skupinách – 26. 3. 2014[4]
- Dne 9. 10. 2014 využil prezident právo veta v procesu schvalování zákona o dětských skupinách, z důvodu zachování lesních škol.[5]
- Schválení zákona o dětské skupině č. 247/2014 ze dne 29.11.2014.
- Od 1. 1. 2016 probíhá projekt Podpory implementace dětských skupin za podpory ESF. Cíli projektu jsou[6]:  
  1. podpora vzniku a fungování dětských skupin
  2. zakotvení systému dětských skupin a jejich kvality
  3. zvýšení dostupnosti kvalitních informací o dětských skupinách
- K 29. 4. 2016 bylo registrováno již 100 dětských skupin.[7]
- Od roku 2020 má být rozšířena působnost mateřských škol o děti starší dvou let, čímž se očekává pokles růstu dětských skupin.[8]

## Srovnání a kritika
Pokud srovnáme všechny formy preprimárního vzdělávání/péče, tedy dětská skupina, lesní škola a mateřská škola, podle rozsahu věku, tak dětská skupina zahrnuje nejvíce dětí následovaná lesní školkou a poslední mateřskou školou. Co se týče míry institucionalizace pak pořadí je přesně opačné. Věcně dětské skupiny spadají pod Ministerstvo práce a sociálních věcí (MPSV), zatímco lesní a mateřské školy spadají pod Ministerstvo školství, mládeže a tělovýchovy (MŠMT). Co do počtu, tak nejvíce je mateřských škol (5085), dětských skupin (300), nejméně je lesních školek (cca 120).

## Prostory pro dětské skupiny
Prostory pro dětské skupiny hrají klíčovou roli v oblasti péče a vzdělávaní nejmladších členů naší společnosti. Školky, mateřské školy a další instituce se zaměřují na podporu fyzického, emociálního a sociálního rozvoje dětí. V posledních letech nabývají na důležitosti interaktivní a hravé vzdělávací metody, zdůrazňující celkový rozvoj dětí. 
Významným krokem směrem k inovativnímu řešení prostorů pro dětské skupiny jsou modulární dětské skupiny vytvořené z tzv. obytných buněk. Tato revoluční koncepce spojuje flexibilitu modulární architektury s ohledem na potřeby dětí, vytvářejíc bezpečné a stimulující prostředí pro jejich rozvoj. 